# Tragiella
Tragiella é o género botânico pertencente à família Euphorbiaceae.
Plantas encontradas nas regiões tropicais da África oriental, Madagascar e oeste da Malesia.

## Sinonímia
Sphaerostylis Baill.

## Espécies
| - Tragiella anomala - Tragiella friesiana - Tragiella natalensis | - Tragiella pavoniifolia - Tragiella pyxostigma |

## Nome e referências
Tragiella Pax & K.Hoffm.